# チップとデールの大作戦
『チップとデールの大作戦 レスキュー・レンジャーズ』（チップとデールのだいさくせん - 、原題：Chip 'n Dale Rescue Rangers）は、ディズニー製作のアメリカ合衆国のアニメシリーズ。シマリスのチップとデールとその仲間達が活躍する冒険アニメである。東京ムービー新社（現：トムス・エンタテインメント）も製作に務めた。
アメリカで1988年8月27日に制作が開始され、試しに「ネコ誘拐のピンチ」から「お父さんは冒険王」の13話分を1989年1月14日から1989年4月8日までを毎週土曜日に先行放送し、大人気と評判が良かった為、パイロット版と同時に本放送も1989年3月4日から1990年11月19日までに全65話が放送された。日本でも過去にテレビ東京やBSフジ、WOWOW、ディズニー・チャンネル、トゥーン・ディズニー、ディズニーXD、ディズニージュニアで放送され、WOWOWのI Love Disney枠でも放送された。
Dlifeでデジタルリマスター版として放送された。また、テレビ東京ではオープニングの前にメインキャラクターによる自己紹介が挿入され、CM前にはアイキャッチも挿入された、エンディングではエピソードの映像に日本語版スタッフ・キャストの表記を被せて挿入した、米版映像の背景も使用している。
字幕放送を実施。チップの声は黄色、デールの声は水色、ガジェットの声は緑色で表示される。
ソフト化（VHS、LD）は一部のエピソード（後述）のみされている。
2020年12月10日（現地時間）に行われたウォルト・ディズニー・カンパニーの投資家向け説明会において、本アニメを題材とした映画化を行い、ディズニー系列の定額制動画配信サービス「Disney+」にて独占配信することを発表。その後、『チップとデールの大作戦 レスキュー・レンジャーズ』とのタイトルで2022年5月20日に配信公開することを同年2月に発表した。

## 登場キャラクター

### レスキューレンジャー
チップ
声 - 堀内賢雄（テレビ東京版）、滝沢ロコ（新吹き替え版）、トレス・マクニール（原語版）
主人公。レスキュー・レンジャーのリーダー的存在。クールで頼れる存在で、短編などで見せていたイタズラ好きな面は全くと言っていいほどない。デールの行動に振り回されることが多く、テレビやSFの影響を真に受けるデールにあきれることもしばしば。しかしチップ自身もミステリー小説「シャーロックジョーズ」のファンであり、古びた洋館を舞台にしたエピソードでは1人はしゃいでいた。本作では探検家のような格好をして登場する。吹き替え版の一人称は「僕」。テレビ東京版のみ二人称として「お前」を用いることがある。
デール
声 - 山寺宏一（テレビ東京版）、稲葉実（新吹き替え版）、コーリー・バートン（原語版）
もう1人の主人公。レスキュー・レンジャーの盛り上げ担当。お間抜け担当キャラクターで、何かとトラブルの原因になることが多い。本作では赤いアロハシャツを着用している。吹き替え版の一人称はテレビ東京版では「俺」、新吹き替え版では「僕」。テレビ東京版のみ二人称として「お前」を用いることがある。
ガジェット・ハックレンチ
声 - 冨永みーな（テレビ東京版）、松井菜桜子（新吹き替え版）、トレス・マクニール（原語版）
メンバー紅一点。好奇心いっぱいで発明家のハツカネズミの女の子。「発明の天才」と称される才能の持ち主で、その発明品は乗り物から便利グッズまで多岐にわたり、ゴミの山から宇宙船や潜水艦を作った実績もある。反面操作ミスで飛行艇を墜落させたり、アイデアを出すも机上の空論でしかなかったりと必ずしも万能ではない事が時折露見している。父を飛行機事故で亡くして行き場を失っていたところをレスキュー・レンジャーに誘われ、加入した。父ジーゴー・ハックレンチは生前、モンタリー・ジャックの親友でもあった。彼女の発明品の数々は、東京ディズニーランドのトゥーンタウンでも見られる。
モンタリー・ジャック
声 - 藤本譲（テレビ東京版）、峰恵研（新吹き替え版）、ピーター・カレン、ジム・カミングス（原語版）
チーム最年長で、気が優しい力持ちのネズミの隊員。世界を転々としてきており、日本の忍者に習ったというリンゴの角切りやエスキモーの村長から学んだセイウチのツメを代用したクルミ入りクッキーの調理法など様々な知識・技術を持ち合わせている。一方あまりにチーズが好きすぎるため、チーズの臭いをかいだ途端に我を忘れて駆け寄ってしまう悪い癖がある（この時目の色まで変わる）。一時期、結婚を考えたほどのガールフレンドがいたが、自分の怪力を犯罪に利用されたため別れた。
ジッパー
声 - コーリー・バートン（テレビ東京版・新吹き替え版・原語版）、岡村明美（新吹き替え版52話）
モンタリーの相棒で、チームのマスコット的存在のハエ。言葉は話さず、羽音や動作で感情を表すため、正確な意図はモンタリーにしか理解できない。小さい体に対して驚異的な怪力を見せることがある。その怪力によって、チーズで暴走するモンタリーを止めることも。お嬢さま的な性格の女王蜂に一目惚れし、最終的に両想いになったことがある。

### ヴィランズ
ファットキャット
声 - 島香裕（テレビ東京版）、加藤正之、中庸助（新吹き替え版）、ジム・カミングス（原語版）
犯罪組織のボスネコ。美術館からの骨董品強盗等を行う他、普段は賭博場を経営している。レスキュー・レンジャーの敵。スーツとネクタイを身に付け、葉巻を吸っている。部下を数匹連れている。
モール
声 - 亀山助清（テレビ東京版）、安西正弘（新吹き替え版）、コーリー・バートン（原語版）
モグラ。部下の中では一番頼りがいがなく、間抜けでのんびり屋。また、金よりキャンディを好むお茶目なところも。スキー帽に赤いシャツを着ている。
メップス
声 - たてかべ和也、沢りつお（テレビ東京版）、千葉繁（新吹き替え版）、ピーター・カレン（原語版）
ネコ。耳は欠けており、尻尾に包帯を巻いている。冴えない外見から、性格もややひねくれている。その容姿は『ピノキオ』に登場するギデオンそのもの。
ワート
声 - 沢木郁也（テレビ東京版）、西川幾雄（新吹き替え版）、ジム・カミングス（原語版）
トカゲ。ロシアのチンピラをイメージした衣装をしている。陰険な性格で、何よりも宝石が大好き。
スノート
声 - 小野健一（テレビ東京版）、真殿光昭（新吹き替え版）、コーリー・バートン（原語版）
ネズミ。部下の中でも一番頭の回転が速く、ずる賢い。また足も速く、かなり俊敏。部下の中では出番が少ないが、たまにワートやメップスの代わりに登場したり、四匹全員登場することもある。
ニムナル教授
声 - 辻村真人（テレビ東京版）、上田敏也（新吹き替え版）、ジム・カミングス（原語版）
憎めない見た目ながら、その内面はマッドサイエンティストという科学者。猫を次々と誘拐し、彼らの毛を摩擦することによって生まれる静電気で電気を集め電力会社への売却を試みるも拒否されたことから腹いせに街へ人工的な雷を落としたりと残酷な性格。
その後、空飛ぶカーペットを使った泥棒などを行なっている。

## エピソードリスト
太字はソフト化されているエピソード。話数1はテレビ東京での放送順、話数2はWOWOW・ディズニー・チャンネルでの放送順、話数3は制作当時のアメリカでの放送順。41話～45話・53話～65話まではリマスター版を制作中。
※パイロット版を1989年1月14日〜1989年4月8日に先行放送(1話〜13話)。
| 話数1 | 話数2 | 話数3 | 日本語版サブタイトル                          | 原語版サブタイトル                   | 米国放送日     | 日本放送日     |
| ----- | ----- | ----- | --------------------------------------------- | ------------------------------------ | -------------- | -------------- |
| 1     | 1     | 2     | ネコ誘拐のピンチ/まいごのスパンキーを救え!    | Catteries Not Included               | 1989年3月5日   | 1989年4月3日   |
| 2     | 3     | 11    | とんだカーペット/カーペットにご用心           | The Carpetsnaggers                   | 1989年5月7日   | 1989年4月3日   |
| 3     | 4     | 1     | 海賊の大事な宝物/海底パイレーツ               | Piratsy Under the Seas               | 1989年3月4日   | 1989年4月17日  |
| 4     | 2     | 10    | 珍鳥の卵をかえせ                              | Three Men and a Booby                | 1989年4月30日  | 1989年4月24日  |
| 5     | 6     | 4     | ヒーローはつらいよ/スーパードッグ、フラッシュ | Flash, the Wonder Dog                | 1989年3月19日  | 1989年5月1日   |
| 6     | 12    | 3     | ハロー!エイリアン/エイリアンを探せ!           | Dale Beside Himself                  | 1989年3月12日  | 1989年5月8日   |
| 7     | 5     | 7     | 変装でスター誕生                              | Adventures in Squirrelsitting        | 1989年4月9日   | 1989年5月15日  |
| 8     | 7     | 8     | お屋敷でミステリー                            | The Pound of the Baskervilles        | 1989年4月16日  | 1989年5月22日  |
| 9     | 13    | 6     | 南の島でサバイバル                            | Kiwi's Big Adventure                 | 1989年4月2日   | 1989年5月29日  |
| 10    | 11    | 5     | 21世紀宇宙の旅/宇宙へ飛び出せ!                | Out to Launch                        | 1989年3月26日  | 1989年6月5日   |
| 11    | 9     | 9     | 危険な女王蜂ロック                            | Risky Beesness                       | 1989年4月26日  | 1989年6月12日  |
| 12    | 10    | 12    | 優しい森のクマさん                            | Bearing Up Baby                      | 1989年5月14日  | 1989年6月19日  |
| 13    | 8     | 13    | お父さんは冒険王                              | Parental Discretion Retired          | 1989年5月21日  | 1989年6月26日  |
| 14    | 14    | 19    | あら!?魔法のランプ                            | A Lad in a Lamp                      | 1989年10月3日  | 1989年7月3日   |
| 15    | 18    | 23    | 動物園は大パニック                            | An Elephant NeverSuspects            | 1989年10月11日 | 1989年7月10日  |
| 16    | 15    | 21    | 空飛ぶ宝石ドロボー                            | Battle of the Bulge                  | 1989年10月9日  | 1989年7月17日  |
| 17    | 20    | 20    | 新発明は幸運のカギ                            | The Luck Stops Here                  | 1989年10月6日  | 1989年7月31日  |
| 18    | 21    | 24    | ジッパーの巨大体験                            | Fake Me to Your Leader               | 1989年10月12日 | 1989年7月31日  |
| 19    | 17    | 22    | ユーレイ大好き!                               | Ghost of a Chance                    | 1989年10月10日 | 1989年8月21日  |
| 20    | 22    | 25    | おもちゃの列車強盗                            | Last Train to Cashville              | 1989年10月13日 | 1989年8月28日  |
| 21    | 23    | 27    | ドリームドリンク                              | The Case of Cola Cult                | 1989年10月17日 | 1989年9月4日   |
| 22    | 19    | 26    | 困ったステージワニ                            | A Case of Stageblight                | 1989年10月16日 | 1989年9月11日  |
| 23    | 24    | 28    | なぞなぞリング                                | Throw Mummy from theTrain            | 1989年10月17日 | 1989年9月25日  |
| 24    | 25    | 29    | オオカミはだーれ?                             | A Wolf in Cheap Clothing             | 1989年10月18日 | 1989年9月25日  |
| 25    | 26    | 32    | 恐竜はおともだち                              | Prehysterical Pet                    | 1989年11月3日  | 1989年10月2日  |
| 26    | 27    | 30    | ロボキャットの秘密                            | Robocat                              | 1989年10月19日 | 1989年10月2日  |
| 27    | 28    | 31    | ガジェットは人気者                            | Does Pavlov Ring a Bell?             | 1989年11月2日  | 1989年10月10日 |
| 28    | 41    | 14    | お助けチーム誕生1                             | To the Rescue (Part 1)               | 1989年9月11日  | 1989年10月17日 |
| 29    | 42    | 15    | お助けチーム誕生2-怒りのイカリ-               | To the Rescue (Part 2)               | 1989年9月12日  | 1989年10月24日 |
| 30    | 43    | 16    | お助けチーム誕生3-そら行け、空を飛べ-         | To the Rescue (Part 3)               | 1989年9月13日  | 1989年10月31日 |
| 31    | 44    | 17    | お助けチーム誕生4-山こえ谷こえ大脱走-         | To the Rescue (Part 4)               | 1989年9月14日  | 1989年11月7日  |
| 32    | 45    | 18    | お助けチーム誕生5-やったぜレスキュー-         | To the Rescue (Part 5)               | 1989年9月15日  | 1989年11月14日 |
| 33    | 16    | 34    | 博士の危険な発明                              | Normie's Science Project             | 1989年11月14日 | 1989年11月21日 |
| 34    | 29    | 33    | 大好物はシーフード                            | A Creep in the Deep                  | 1989年11月14日 | 1989年11月28日 |
| 35    | 30    | 35    | 運命のカーニバル                              | Seer No Evil                         | 1989年11月15日 | 1989年12月5日  |
| 36    | 48    | 37    | 牛のお祭りモー大変                            | When Mice Were Men                   | 1989年11月17日 | 1989年12月12日 |
| 37    | 31    | 38    | チョコチョコデール                            | Chocolate Chips                      | 1989年11月20日 | 1989年12月19日 |
| 38    | 51    | 41    | ねらわれたパール                              | One-upsman-chip                      | 1989年11月23日 | 1989年12月26日 |
| 39    | 33    | 36    | 宝物はダレのモノ?                             | Chipwrecked Skipmunks                | 1989年11月16日 | 1990年1月9日   |
| 40    | 34    | 39    | まほうの城の妖精                              | The Last Leprechaun                  | 1989年11月21日 | 1990年1月16日  |
| 41    | 38    | 40    | お天気ドロボー                                | Weather or Not                       | 1989年11月22日 | 1990年1月23日  |
| 42    | 36    | 44    | からくりエンペラー                            | Song of the Night 'n Dale            | 1989年12月19日 | 1990年1月30日  |
| 43    | 37    | 43    | 恋するモンタリー                              | Love Is a Many Splintered Thing      | 1989年12月18日 | 1990年2月6日   |
| 44    | 35    | 45    | 危ないスパイゲーム                            | Double O'Chipmunks                   | 1989年12月20日 | 1990年2月13日  |
| 45    | 40    | 46    | ハワイでワイワイ                              | Gadget Goes Hawaiian                 | 1989年12月21日 | 1990年2月20日  |
| 46    | 49    | 47    | ゴムゴムいん石                                | It's a Bird, It's Insane, It's Dale! | 1989年12月22日 | 1990年2月27日  |
| 47    | 53    | 42    | 貝の事件は奇々怪々                            | Shell Shocked                        | 1989年11月24日 | 1990年3月6日   |
| 48    | 39    | 50    | 恐怖のチビママ                                | Out of Scale                         | 1990年2月8日   | 1990年3月13日  |
| 49    | 47    | 48    | グルメでぐるぐる                              | Short Order Crooks                   | 1990年2月5日   | 1990年3月20日  |
| 50    | 56    | 51    | とんでもベイビー!                             | Dirty Rotten Diapers                 | 1990年2月19日  | 1990年3月20日  |
| -     | 57    | 49    | チーズ・パニック                              | Mind Your Cheese andQ's              | 1990年2月6日   | 1992年10月6日  |
| -     | 46    | 52    | 見習い魔女にご用心                            | Good Times, Bat Times                | 1990年2月21日  | 1992年9月18日  |
| -     | 58    | 53    | チキンパイは危険がイッパイ                    | Pie in the Sky                       | 1990年2月22日  | 1992年10月7日  |
| -     | 60    | 54    | 花の都で完全犯罪                              | Le Purrfect Crime                    | 1990年3月19日  | 1992年10月9日  |
| -     | 61    | 55    | ホタルの光に願いを込めて                      | When You Fish Upon a Star            | 1990年3月21日  | 1992年10月12日 |
| -     | 63    | 56    | 誕生日なんてキライ!?                          | Rest Home Rangers                    | 1990年3月22日  | 1992年10月14日 |
| -     | 62    | 57    | お母さんがやってきた                          | A Lean on the Property               | 1990年4月16日  | 1992年10月13日 |
| -     | 64    | 58    | ハーメルンのネズミ達                          | The Pied Piper Power Play            | 1990年4月23日  | 1992年10月15日 |
| -     | 65    | 59    | ゴリラとダイヤモンド                          | Gorilla, My Dreams                   | 1990年5月1日   | 1992年10月16日 |
| -     | 32    | 60    | デールはスーパー・ヒーロー                    | The S.S. Drainpipe                   | 1990年5月2日   | 1992年9月4日   |
| -     | 52    | 61    | がんばれ!ジッパー!                            | Zipper, Come Home                    | 1990年9月10日  | 1992年9月29日  |
| -     | 54    | 62    | 香港アドベンチャー                            | Puffed Rangers                       | 1990年9月18日  | 1992年10月1日  |
| -     | 55    | 63    | バラバラヘルメット                            | A Fly in the Ointment                | 1990年9月26日  | 1992年10月2日  |
| -     | 59    | 64    | タップとシューズ                              | A Chorus Crime                       | 1990年11月5日  | 1992年10月8日  |
| -     | 50    | 65    | スターなんてキライ!?                          | They Shoot Dogs, Don't They?         | 1990年11月15日 | 1992年9月25日  |

## 主題歌
チップとデールの大作戦
作詞・作曲 - マーク・ミュラー、日本語版訳詞 - 冬杜花代子、英語版歌唱 - ジェフリー・ペシェット。日本語歌唱 - ポプラ（テレビ東京版、ビデオソフト版）、不明（WOWOW版・ディズニー・チャンネル版）
バージョンが2つある。ポプラ版（日本コロムビア）はシーズン1に該当するが、Disney+版ではシーズン2のものを流用している。
チップとデールの大作戦（インストゥメンタル）
作詞・作曲 - マーク・ミュラー
30秒のエンディング。後期吹き替え版では「あっちもこっちも」の演奏部分を繰り返した形で日本語版スタッフ・キャストが挿入されている。

## 日本語版スタッフ
前期吹き替え版
- 企画 - 島村一夫（読売広告社）
- プロデューサー - 中村亮平（テレビ東京）、石川清司（読売広告社）
- 翻訳 - 岩本令
- ディレクター（演出） - 小山悟
- 調整 - 西村善雄
- 制作担当 - 大野実（読売広告社）、大橋章夫、岩淵昇（東北新社）
- 日本語版制作 - 東北新社、読売広告社
- 配給 - ブエナ・ビスタ・インターナショナル・テレビジョン

後期吹き替え版
- 翻訳 - 岩本令
- 調整 - 栗林秀年
- 演出 - 高橋剛
- 日本語版制作 - 東北新社